# Telchinia zitja
Telchinia zitja is een vlinder uit de familie van de Nymphalidae. De wetenschappelijke naam van de soort is voor het eerst gepubliceerd in 1833 door Jean Baptiste Boisduval.
De soort komt voor in Madagaskar en kan worden aangetroffen bij bosranden, graslanden, laaggelegen moerassen en in bewoonde gebieden.